# Tweede Kamerverkiezingen 1994/Kandidatenlijst/SGP
Dit is de kandidatenlijst voor de Tweede Kamerverkiezingen 1994 van de SGP. De partij had een lijstverbinding met het GPV en de RPF.

## De lijst
- vet: verkozen
- schuin: voorkeurdrempel overschreden

1. Bas van der Vlies - 140.373 stemmen
2. Koos van den Berg - 3.371
3. George van Heukelom - 2.384
4. Arie Noordergraaf - 1.048
5. Gerrit Holdijk - 943
6. P.H.D. van Ree - 347
7. Gert van den Berg - 421
8. J.D. Heijkamp - 265
9. C.S.L. Janse - 102
10. G. Boonzaaijer - 134
11. W. Pieters - 724
12. P.C. den Uil - 260
13. Bert Scholten - 966
14. A.P. de Jong - 158
15. L.G.I. Barth - 176
16. M. Bogerd - 641
17. Roelof Bisschop - 161
18. Dirk-Jan Budding - 553
19. J. Dankers - 119
20. Adri van Heteren - 109
21. A. Beens - 654
22. J. Mulder - 66
23. L. Bolier - 54
24. Wisse Bron - 98
25. Tj. de Jong - 300
26. F.W. den Boef - 109
27. W. Fieret - 145
28. J.A. Coster - 56
29. Hans Tanis - 193
30. N. Verdouw - 300

CDA · PvdA · VVD · D66 · GroenLinks · SGP · GPV · RPF · Centrumdemocraten · De Nieuwe Partij · PSP'92 · SP · SAP · Natuurwetpartij · PMR · Unie 55+ · SBP · AOV · CP'86 · Libertarische Partij · De Groenen · Vrije Indische Partij · NCPN · ADP · Solidair '93 · Patriottisch Democratisch Appèl
1918 · 1922 · 1925 · 1929 · 1933 · 1937 · 1946 · 1948 · 1952 · 1956 · 1959 · 1963 · 1967 · 1971 · 1972 · 1977 · 1981 · 1982 · 1986 · 1989 · 1994 · 1998 · 2002 · 2003 · 2006 · 2010 · 2012 · 2017 · 2021 · 2023